# Suga Suga
Singles de Baby Bash
Shorty Doowop
(2003) Baby I'm Back
(2005)
Suga Suga est une chanson du rappeur américain Baby Bash issue de son troisième album studio, Tha Smokin' Nephew. Le titre en collaboration avec le chanteur de RnB mexicain Frankie J est sorti en tant que single le 5 août 2003. La chanson a été écrite par Baby Bash, Happy Perez, Frankie J et est un sample de I'm Gonna Love You Just a Little More Baby de Barry White.

## Classement
| Classement (2003-2004)                  | Meilleure position |
| --------------------------------------- | ------------------ |
| Australie (ARIA)                        | 3                  |
| Autriche (Ö3 Austria Top 40)            | 8                  |
| Belgique (Flandre Ultratip 100)         | 6                  |
| Belgique (Wallonie Ultratop 50 Singles) | 8                  |
| Danemark (Tracklisten)                  | 13                 |
| États-Unis (Hot 100)                    | 7                  |
| États-Unis (Pop Airplay)                | 2                  |
| États-Unis (R&B/Hip-Hop Songs)          | 54                 |
| États-Unis (Rap Songs)                  | 11                 |
| France (SNEP)                           | 11                 |
| Pays-Bas (Nederlandse Top 40)           | 16                 |
| Nouvelle-Zélande (RMNZ)                 | 1                  |
| Suède (Sverigetopplistan)               | 28                 |
| Suisse (Schweizer Hitparade)            | 2                  |